# 江本孟紀
江本 孟紀（えもと たけのり、1947年〈昭和22年〉7月22日 - ）は、高知県香美郡山田町（現：香美市）出身の元プロ野球選手（投手）、元政治家、野球解説者、タレント、俳優、実業家、YouTuber。
愛称は「エモやん」。株式会社江本エンタープライズ代表取締役、政治団体「エモヤンサポーターズクラブ」代表、タイ王国ナショナルベースボールチーム総監督。政治家としては参議院議員（2期）、参議院内閣委員長、スポーツ平和党代表代行、自由連合副代表、民主党高知県連顧問などを歴任。
現役時代の通算24ボークは日本記録。

## 経歴

### プロ入り前
警察官だった父親の異動に伴い、高知県香美郡土佐山田町（現：香美市）から幡多郡昭和村（現：高岡郡四万十町）、高岡郡窪川町（現：四万十町）、高知市へと転居したが、在籍した小学校4校・中学校2校のいずれにおいても野球に打ち込んだ。高知市立追手前小学校・高知市立潮江中学校卒業後、高知市立高知商業高等学校へ進学。2年次の1964年にはエースとして夏の南四国大会準決勝に進出するが、徳島商の利光高明（のち日本生命）に抑えられ惜敗。同年の秋季四国大会では、高知県予選を全勝で勝ち抜き、準決勝で今治南高の金子準一、決勝では高松商の小坂敏彦に投げ勝って優勝を果たし、1965年春の選抜出場が決定したが、部員の不祥事が発覚し、出場を辞退することとなった。さらに1年間の対外試合禁止の処分が下され、3年次の南四国大会高知予選にも出場できなくなった。
その後、第1回プロ野球ドラフト会議において西鉄ライオンズから4巡目で指名を受けるが、当初から大学進学を希望していたために入団を拒否。長嶋茂雄への憧れから立教大学への進学を希望し、一度は入学を認められたものの学力の問題から一転12月に入学を断られ。同じ12月にセレクションを行っていた法政大学を受けて合格し進学。この時のドラフト指名では西鉄の1巡目指名が高校同期の浜村孝だったため、エース、4番打者だった江本が4巡目で、3番打者の浜村が1巡目指名だったことに納得がいかなかったとされているが、江本自身はこれを否定している。
東京六大学野球リーグでは1年生の春からベンチ入りし、1968年春季リーグでは同期の山中正竹と共に2本柱を形成し、優勝に貢献した。しかし、監督の松永怜一の方針に合わないために幾度となく反発し、在学中に三度の優勝を果たすも最終学年ではベンチ入りからも外れ、半ば退部状態となっていた（その後、松永とは和解している）。リーグ通算14試合で6勝1敗、防御率2.35、39奪三振 の成績を残した。なお、一学年先輩にはのちに阪神タイガースでチームメイトとなる田淵幸一と、南海でチームメイトとなる富田勝、山本浩司の「法政三羽ガラス」、同期には前述の山中をはじめ、黒田正宏・堀井和人がいる。なお、4年生の時に退部状態となっていた間は、近所のおばさんの紹介でアルバイトでフィリピンバンドの車の運転手をやっていたという。
大学修了後は社会人野球・熊谷組に入社し、1970年の第41回都市対抗野球大会の予選には虫垂炎のため登板できなかったが本大会には間に合い、1回戦の三菱重工神戸戦で8回から登板し、1イニングを無失点に抑えた（チームはこの試合で敗退）。同年の日本産業対抗野球大会では2回戦（初戦）で全王子製紙を相手に先発して完投勝利を挙げるなどの活躍を見せ、チームは会田照夫（三協精機）に抑えられて準決勝で敗退したものの、江本は好投手として注目を集めた。江本は指名に期待していたが、同年のドラフト会議ではどの球団からも声がかからなかった。熊谷組のチームメイトには久保田美郎、末永正昭、山本和生、苑田邦夫らがいた。
その後、ロッテオリオンズの田丸仁スカウト（元法政大学監督）からドラフト外での入団を誘われたが、当時のロッテには小山正明、成田文男、木樽正明、村田兆治といったエース級の投手が数多く在籍しており、先発ローテーションに加わるのは難しいと考えて断ったという。ところが1971年1月下旬に、前年のドラフトで2位指名した井上圭一に入団を拒否された東映フライヤーズが代替選手として江本の獲得を決め、東映のスカウトから江本に入団の誘いがあった。江本自身は乗り気だったが家族や周囲からは反対された。母親には「熊谷組のような立派な会社に入れて、将来も安定しているのに、やめといたら」と言われたが、父親には「ここは悔いが残らんようにせい」と決断を後押しされ、江本の決意が固いと見た会社側もプロ入りを容認したため、2月15日に契約金400万円、年俸120万円の条件で東映と入団契約を交わした。背番号は49。

### プロ野球選手

#### 東映時代
春季キャンプ開始後の入団だったため、江本は翌16日に直ちにキャンプ地の伊東に向かいチームに合流した。
キャンプに最初から参加できなかった江本は調整の遅れを取り戻すためとして土橋正幸投手コーチから主力打者三人を相手にフリー打撃に登板するよう命じられたが、調整不足と緊張から全くストライクが入らず、白仁天と大杉勝男の2人に10球連続でボール球を投げてしまい「ストライク入らんヤツが、プロのピッチャーか!」と激怒された。しかし最後に打席に立った張本勲は、ボールゾーンに外れた初球を平然と打ち返すと、その後も手の届く範囲に来たボールは高低・内外を問わず自由自在に打ち返し、そのおかげで落ち着きを取り戻した江本は次第にストライクゾーンに球がいくようになった。江本は自著で「この年（1971年）に入団した中では100人いたら（自分は）100番目の選手だ。ドラフト外として最後の最後にプロ入りしたルーキーが開幕一軍に食い込むことが出来たのも、あのフリー打撃があったから。これは全て張本さんのおかげ。間違いなく大恩人の一人だ」と張本への感謝を述べている。
自信を回復した江本は紅白戦を通じて調子を上げてキャンプを乗り切ると、3月からのオープン戦では一軍メンバーに加わり、公式戦でも開幕一軍スタートを勝ち取った。プロ初登板は4月11日の対西鉄ライオンズ戦（平和台球場）だったが、連続四球と安打を浴び、2失点で終わった。この年は26試合で未勝利（4敗）に終わると、同年オフに高橋博士との交換トレードで、佐野嘉幸と共に南海ホークスへの移籍が決まり、入団後僅か一年で所属チームが変わることとなった。
この南海へのトレードについては、東映では江本は全く鳴かず飛ばずであったが、その潜在能力を見出した監督の野村克也がさも江本に興味の無いようなそぶりをして獲得し、一から江本を育て上げたとされている。しかし江本はこの風説を強く否定しており、自分は土橋投手コーチから成長株として大いに期待され、秋季キャンプでも翌年から本格的に先発投手陣の一角に加われるようにと土橋から課された猛練習をこなしていて、東映で土橋に基礎力を徹底的に鍛え上げてもらったおかげで「投げられるピッチャー・江本」に育っていたところを、移籍先の南海で監督として居合わせた野村が「勝てるピッチャー・江本」にしたのである。と明言している。

#### 南海時代
南海への移籍が決まった1971年12月、江本は大阪府堺市中百舌鳥の秀鷹寮に入寮した。寮には法大時代の同期生である堀井和人・黒田正宏をはじめ顔見知りの選手が多く大いに歓迎された。江本は南海の印象を「東映よりは全然良かった。東映は恐ろしかった。張本さんに白さんに大杉さん。南海は門田とか同級生がいっぱいいたし、全然違和感なかった」と語っている。
1972年1月、中百舌鳥球場で行われた合同自主トレの初日に監督室に呼び出された江本は、野村から開口一番「ワシはずーっと、お前のこと見とったんや。お前のボールなら、ワシが受ければ、軽く10勝はいくでェ」と言いながら江本に背番号16のユニフォームを見せて「背番号16。エース番号や」「10勝するとエースと呼ばれるんや。今日から着とけ!」と激励したという。江本はこの時の感激を「東映では49番でしたから電気が走りました。人間って一言で変わるんですよ」と語っている。
野村の一言で発奮した江本は1972年から先発ローテーションに加わり、背番号と同じ16勝を記録し、西岡三四郎と並ぶ南海のエース級投手へと成長した。1973年には開幕投手に抜擢され、12勝を記録してチームの前期優勝に貢献したほか、プレーオフ第5戦（対阪急ブレーブス戦）においても9回二死・一打同点の場面で、代打本塁打世界記録保持者である高井保弘を迎えたところで、佐藤道郎に代わって登板して三振を奪い、胴上げ投手となった。日本シリーズ（対読売ジャイアンツ戦）においても第1戦の先発投手を野村から指名され、土井正三・森昌彦に本塁打を浴びたが3失点で完投勝利を挙げた。しかし、第4戦では2回4失点（自責点は0）で敗れ、日本一は逃した。1974年にはオールスターゲームにも出場、第2戦では先発投手を務めた。
しかし、その頃から野村の愛人である伊東芳枝（のちの野村沙知代）が本拠地・大阪球場へ電話をかけて直接選手起用に口出しするなどの現場介入を繰り返し、試合にまで直接悪影響を及ぼすようになっていた。そのため1974年は3位、1975年は5位と次第にチーム成績が悪化していき、1975年オフにはとうとう我慢の限界に達した選手たちが芳枝の排除を要求する事態に発展した。まず中百舌鳥球場で行われた秋季合宿の場で野村が選手に意見を求めた際に、江本と西岡、門田博光の3人が「『カゲ』の監督がいるせいで選手が気持ちよくプレーできない雰囲気になっている」という旨の発言をして現状の是正を求め、さらに11月には江本と西岡、藤原満の3人がチームを代表して、大阪市内のホテルで野村に「公私混同を止めて下さい」「選手が動揺しているから、野球に集中させて下さい」と直訴した。しかし、江本らの必死の訴えは聞き入れられることはなく、かえって野村の不興を買い、12月に阪神タイガースへのトレードを通告され、翌年1月に4対2の交換トレードで放出された（南海からは江本と島野育夫、長谷川勉、池内豊。阪神からは江夏豊、望月充）。広瀬叔功は、この時に江本のみならず長谷川・池内と、エースを含め一軍で投げられる投手を3人も同時に阪神へ放出してしまったことは、南海にとっての痛恨事だったと述べている。また、江本と同様に首謀者と見なされた西岡も中日ドラゴンズへトレードされている。このトレードに際し、江本を格下に見ていた江夏との間で激しい舌戦を繰り広げたが、1993年3月に江夏が覚せい剤取締法違反で逮捕された際には、江本は江夏のために法廷で情状陳述を行っている。

#### 阪神時代
初年度の1976年にはリーグ最多の36試合に先発登板し、15勝9敗（同年の江夏は6勝12敗）を記録する、1977年も11勝、1978年にはリーグ最多の43交代完了を記録して11勝11セーブ、防御率3.10（新浦寿夫に次ぐリーグ2位）と、移籍から3年連続でチームの勝ち頭となり、阪神でもエースとしての地位を確かなものにした。
しかしその間に阪神は2位、4位と次第に順位を下げ、一軍監督が吉田義男から後藤次男に代わった1978年には球団史上初となる最下位に転落してしまった。江本はこの低迷の原因を、当時の阪神には複雑なサインが存在せず、一球種に対して一種類のサインしか用意していなかったため、他球団からのサイン盗みに対して全く無防備だったことにあると述べている。江本は吉田監督に対策を講じるよう促したが聞き入れられなかったといい、南海時代に野村のスパイ野球を徹底的に仕込まれていた江本にとって、こうした吉田の感覚は全く信じ難いものであり、「戦術もクソも無い野球を続けていれば、チームの長期低迷は避けられない」と思っていたという。
江本は、阪神が球団史上初の最下位に終わる屈辱を味わったことで、チーム再建案について盟友・古沢と大学の先輩である田淵幸一と共に話していた矢先、2人が西武ライオンズへトレードされたことについて大きなショックを受け、球団に自らのトレードの申し入れを行ったほどである。この年のオフに江本は球団初の選手会長を要請されたが、当初は拒否していた。しかし、同時に球団社長に就任した小津正次郎は、阪神電鉄本社内でも労働組合を相手に手腕を発揮して社長に就任した実力者で、その小津に対抗できる人物として江本の名が挙がり、選手会の会合で要請されたことを受けて就任した。
小津と初対面の際に、小津から「タイガースの改革に一番必要なものは?」と意見を求められると、江本は間髪入れず「フロントにゴマすって長年コーチをやっているヤツがいる。実力のみで評価できる監督を呼んで下さい」と返答した。これに対し、小津は後日になって江本を再び呼び出し、次期監督がドン・ブレイザーに決定したことを伝えた。ブレイザーは南海でヘッドコーチを務めていた時期があるが、江本が理由を尋ねると「お前言うとったやろ?『野球を知っている人物でゴマすったりしない人を』って」と答え、江本も「グッド・チョイス。確かに実力優先主義。いつも『コンセントレイションしろ（集中しろ）』が口癖だった。ブレイザーならチームも変わると確信めいたものがあった」とし、後年「それにしても選手会長の意見を取り入れて監督を決めるとは、今では考えられないだろう。」と回想している。
1979年は最下位を脱して4位となり、江本は名門再建の道筋が見えてきたと感じていた。1980年には後に阪神で主力選手となる大型ルーキー・岡田彰布が入団したが、岡田の守備位置である二塁には名手・榊原良行がおり、ブレイザーは「オカダはまだ新人。一軍でずっと活躍出来ると確信を持てるまでは安易に使わない」と宣言した。これに岡田は「そんなん関係ないやん」と言い、マスコミやファンもブレイザーの信念を受け入れず、挙句の果てにはブレイザーの自宅へカミソリが入った手紙が届き、結局ブレイザーは阪神を途中退団した。江本は著書の中で、「ブレイザー監督が無ければ阪神は改革できなかった。ブレイザーが退団したことで再建のチャンスは消えたと、オレは失望感を覚えた」と記している。さらに江本は、ブレイザーの後任となった中西太の選手起用に不満を募らせ、先発登板した1981年8月26日の対ヤクルトスワローズ戦（甲子園球場）の8回表途中に交代を命じられると、ベンチ裏で新聞記者などを前に「ベンチがアホやから野球がでけへん」と発言（後述）した。この発言が監督批判というニュアンスで翌日のスポーツ紙を賑わせたことから、「チームやファンに迷惑をかけて申し訳ない」と謝罪したうえで、同年限りでの現役引退を表明した。
在籍中は、南海時代に野村が禁じていた口ひげをトレードマークのように生やしていた。また、クラウンライターライオンズから大型トレードで移籍し、1979年から正捕手を務めた若菜嘉晴と共に絶えず黒い交際を噂されていたが、実際には阪神で選手会長を務めたこともあるほど、選手からの人望があった。
その一方で、中西がブレイザーに代わって一軍監督を代行してからは、中西との対立がしばしば報じられていた。もっとも、中西が2023年5月11日に90歳で逝去してた直後に受けたインタビューでは、中西とは退団後も会うたびに言葉を交わすほど仲が良かったことを証言。「引退に至った大きな理由は、『中西』というより『阪神球団』にある」と明言したうえで、当時のフロントがブレイザーを招聘しておきながら（小津が岡田の起用をブレイザーに強要するなどの）『つまらないこと』で現場に介入した結果、阪神に黄金時代が到来するチャンスを棒に振ったことを挙げた。さらに、監督としての中西の資質に対する疑問が高じて、中西が監督へ正式に就任したタイミングで自分からフロントに他球団へのトレードを持ち掛けていたことを告白。「自主トレーニングや春季キャンプに参加しなくても構わないので、中西を1年で解任させるまでは我慢して（チームに残って）欲しい」という球団側の要請を受けて、統一契約書への署名と捺印を拒否したまま、形式上1981年シーズンの契約を結んでいたことも明かしている。

### 選手引退後

#### タレント活動から政界進出
現役引退後は1982年からフジテレビ・ニッポン放送野球解説者、サンケイスポーツの野球評論家の傍らタレント活動も行い、同年に発売された著書『プロ野球を10倍楽しく見る方法』が200万部をこえるベストセラーとなった。また映画、ドラマ、バラエティ出演、歌手デビュー、週刊誌コラム、コメンテーターなど各方面へ活動の幅を広げ、森光子主演のドラマ『田中丸家御一同様』ではスナックのマスター役 を務めるなど、テレビ界にも徐々に進出した。1983年に上映された映画『細雪』では監督の市川崑から誘われ、吉永小百合の相手役ということで出演し、1989年からは三田寛子とフジテレビ系ドキュメンタリー番組『なんてったって好奇心』の司会（三代目）を務める。
江本はその後、アントニオ猪木からの誘いもあり、政界入りを目指して1992年7月の第16回参議院議員通常選挙においてスポーツ平和党より比例代表選出で出馬し、初当選する 。野球選手出身の政治家は、白木義一郎と上林繁次郎に次いで3人目となった（その後三沢淳及び石垣一夫→石井浩郎→堀内恒夫の順で当選者が出ており、現在はNPBでの野球選手出身の政治家は延べ7人となっている）。
1995年10月には党の副代表を辞任して無所属となり、自由連合に在籍した。内閣総理大臣指名選挙で支持した橋本龍太郎が総裁を務める自由民主党への入党を検討したが、1997年12月26日に細川護熙などと共にフロム・ファイブ、1998年1月23日の民政党、同年4月27日の民主党の結成に参加した。さらに、長嶋茂雄の支援も受けて同年7月の第18回参議院議員通常選挙に民主党から比例代表選出で再選を果たすと、1999年8月12日に成立した「通信傍受法案」などの組織犯罪対策三法案では反対の討議に従わず退席した。のちに江本は「民主党に合流してからは特に嫌だった。もうとにかく、右から左までみんな意見が違って…あそこ（民主党）は国家観が無いからね」と述べていた。2001年1月から8月にかけては（第151回・152回国会）参議院内閣委員会委員長を務めた。
2004年に民主党を離党して大阪府知事選挙に立候補した。江本にとって最後の政治活動として臨んだが、現職の太田房江に完敗した。その後も自身が代表を務める政治団体「エモヤンサポーターズクラブ」は大阪府知事選挙としての総務大臣届け出資金管理団体として現在も存続しているほか、法政大学時代の同窓で1992年初当選同期の平野貞夫・小沢一郎などとの交流も続いている。

#### 世界各国での活動
2004年10月、アメリカ合衆国の独立リーグであるノーザンリーグに加盟を予定していたカルガリー・フォースの特別顧問（スペシャルアドバイザー）に就任することを発表した。この球団は、日本人の三沢博明・樋口直人の出資によって設立されたもので、両名の依頼を江本が承諾した形となった。就任会見では、2006年度からの日本独立リーグの設立構想を明かしてコミッショナーに就任することが予定されていた が、カルガリー・フォースはそれ以降の進展が無かったことから、三沢と樋口は同年12月にリーグから運営権を剥奪されて頓挫、直後に地元の経営者が運営を引き継いでカルガリー・ヴァイパーズとなった。それに連動し、当初の予定だった日本の独立リーグ計画も事実上頓挫した状態になっている。
その後、2005年4月にアメリカ独立リーグのゴールデンベースボールリーグのバイスコミッショナーに就任し、このシーズンのみ参加したジャパン・サムライ・ベアーズにも人脈面などで援助した。ジャパン・サムライ・ベアーズがシーズン後に日本でクラブチームなどと試合を行った際には監督を務めたほか、同年11月にはジャパン・サムライ・ベアーズは日本のクラブチームである「京都ファイアーバーズ」として再発足することとなり、監督兼主催者となる。この京都ファイアーバーズには前述の樋口も代表者として名を連ねている。
2005年にはプロ野球新規球団として楽天とライブドア間で騒動が巻き起こったが、江本は堀江貴文率いるライブドアによるニッポン放送の株式所得問題が起こった際、「ニッポン放送をホリエモンが買収するようなことがあれば、同局の解説から撤退する」ことを示唆する発言が行われた。
2007年7月24日にタイ王国ナショナルベースボールチームの総監督に就任。この年11月に台湾・台中で行われた第24回アジア野球選手権大会に出場したが、予選リーグ敗退に終わった。

#### 2010年代の活動
2010年度から法政大学で非常勤講師を務める。
2010年5月、参議院選挙に国民新党公認の比例代表候補として立候補することを発表。6月、大相撲の木瀬親方が土俵下の「維持員席」（いわゆる「砂かぶり」の席）を暴力団組長に手配していたとされる問題に関連して、2009年9月の大相撲秋場所4日目に、砂かぶり席で江本が暴力団組長2人と言葉を交わしながら相撲観戦しているところをNHKの中継カメラに捉えられていたことが報じられた。これについて江本は「議員になった暁には、この問題を文部科学省の委員会にかけて、相撲協会の正常化を訴える」などと釈明した。7月、参議院選挙落選。選択的夫婦別姓制度導入に反対していた。
2015年10月26日、翌シーズンから四国アイランドリーグplusの高知ファイティングドッグスで総監督（現場指揮をおこなう監督とは別）に就任することが決定した。
2017年秋の叙勲で旭日中綬章を受章。2018年1月29日に「叙勲受章祝賀会」が行われ鳩山由紀夫、原辰徳が祝辞を述べ、乾杯の音頭はアントニオ猪木が取り、司会は松本秀夫が務め、金田正一、野村克也、川淵三郎、森喜朗、周防郁雄、山本浩二、谷沢健一、上田次朗、佐々木主浩など球界、政界、芸能界から約650名が出席した。

#### 2020年代の活動
2020年2月11日に野村克也が死去すると、江本は追悼番組に多数出演し、また雑誌など各種メディアの取材に応じて野村との思い出を語るとともに「南海ホークスの野村克也」を記憶にとどめるための活動に力を注いだ。
まず江本が取り組んだのが、南海ホークスの本拠地・大阪球場跡地に建設された複合施設「なんばパークス」内にある「南海ホークスメモリアルギャラリー」に野村に関する資料を展示することであった。2003年にオープンした当ギャラリーは観覧無料で、かつて南海で活躍した多数の選手の写真・映像・展示資料を用いて球団の歴史などを紹介しているが、開設から18年間は野村を一切取り上げていなかった。このような展示を余儀なくされた背景には野村の後妻・沙知代の妨害があった。前述の通り江本を南海退団へ追い込んだのは沙知代であったが、1977年9月には沙知代の度重なる現場介入（公私混同）を理由として野村が監督を電撃解任されたことにより沙知代も南海から追放された（野村は監督解任後の翌1978年1月に本妻との離婚が成立し、同年4月に沙知代と再婚した）。これを恨んだ沙知代はこの施設を「かつての南海ホークスの栄光をとどめようという女々しい考え」と嘲り、開設にあたって電話で南海電鉄から野村家に展示許可の要請があった際に、独断で要請を拒絶し、野村もこれを追認したために、同ギャラリーの展示は肖像権を理由として野村について一切言及することが出来ない状態になっていた。2017年12月に沙知代が死亡すると江本は展示の許可を与えるよう繰り返し野村を説得したが、野村は展示拒否の意思を撤回することなく死去してしまい、南海電鉄側も東京スポーツの取材に対して「故人の意思を尊重して今後も展示の許可を求めるつもりはない」と回答していた。
この状態を憂いていた江本は、野村の没後に遺族（沙知代との子）の野村克則から展示の承諾を取り付けて肖像権の問題を解消すると、野村関連の展示実現に向けて南海電鉄との折衝を重ね、同年11月に、克也に関する資料を新たに展示する形でギャラリーを全面的にリニューアルする「おかえり!ノムさん大阪球場に。」と銘打った、南海電鉄・サンケイスポーツとの共同プロジェクトの立ち上げに成功した。プロジェクトの運営を担う実行委員会には南海電鉄とサンケイスポーツに加え、ギャラリーが所在する大阪市が後援団体、野村の出身地である京丹後市が協力団体として名を連ねた。またリニューアル関連の経費はクラウドファンディングで賄うこととし、2021年1月11日を期限として2,000万円を目標に出資を募ったところ、2,388人の出資者から目標額の倍以上の計4,354万1,500円の出資金が寄せられ、リニューアルの実現に至った。
2021年2月14日に催されたリニューアル記念セレモニーでは、江本は野村の孫（克則の長男）と共に野村時代の1975年から1976年まで使用されたホーム用ユニフォームのレプリカを着用して登壇し、2階のキャニオンストリート（大阪球場のピッチャーズプレートとホームベースの位置を示す記念プレートが埋められているオープンスペース）で、二人で「メモリアルピッチ」を披露した。同日以降は資料映像、チームの歴史年表と「往年の名選手」の写真パネルに野村の姿が加わり、1977年に野村が実際に着用したホーム用ユニフォームなどの克則から寄贈された各種資料も一般展示に供されたほか、江本が最後を抑えた1973年リーグ優勝決定時の野村の胴上げ写真がリニューアルされたギャラリーの外壁を飾った。

## 選手としての特徴
制球力を武器に投球するタイプで、球速は高校時代で既に150km/hを超えていたと自称するが、プロ入り後はすぐに技巧派へ転向したという。しかし変化球を多数覚えるのでは無く、同じフォークボールでも落差や緩急など、いくつかの種類を状況に応じて使い分けていた。そのフォークボールは魔球「エモ・ボール」と呼ばれていたが、「エモ・ボールはフォークのスッポ抜け」「フォークボールは高校時代から得意にしていた」「エモ・ボールは一種の都市伝説のようなもので実際には投げていない」「ストレートとカーブしか投げられなかった」といった具合に、微妙に発言の内容を変えている。
投手としては打撃が良く、通算7本塁打を記録している。本塁打を打った試合ではロッテオリオンズ監督の金田正一から野次られたことがあるが、のちに金田の実績を逆手に取って反論し、金田をしどろもどろにさせた事がある。
通算24回のボークを犯しており、これは日本プロ野球記録である。1973年には1シーズンだけで10回ものボークを犯しており、これも2003年にクリス・ブロック（広島東洋カープ）に更新されるまで、1シーズンにおけるボークの回数の日本プロ野球記録だった。なお、この記録が生まれた原因として、1973年から1974年までの2年間、パ・リーグの関西所属の審判が、一時静止違反を極端に厳しく判定したことが背景にあると指摘されている。

## 人物・逸話

### 野村克也との関係
江本は常々、南海時代に野村から叩き込まれた「シンキング・ベースボール（考える野球）」が自身の野球観の基本であると語っており、自身を「プロ野球選手」、「勝てるピッチャー」にしてくれた野村の技術力・指導力に最大級の尊敬の念を示し、「大恩人」と評している。「野村さんがいなかったらいまの自分は完全に存在していない」「やはり野村監督の野球理論はしっかりしていた。試合3時間前にミーティングをやって、1番打者から順に『ストライクだったら次は?もしボールだったら?』とやるんです。マウンドに立てばデータを忘れることもあるけど、『これだけ準備してきたんだ』というピッチングに集中できる」と述べている。
また、引退後もイベントでの共演や対談などで師弟としてのつながりは継続しており、野村の生涯最後の対談は、共著『超一流』製作にあたって設けられたものであったが、刊行を前にして野村が死去したために、2020年3月に初版が発売された同書の巻末には、江本からの弔辞が添えられた。また先述の通り、野村の没後には「南海ホークスの野村克也」を記憶にとどめるための活動に力を注いでいる。
その一方で、自身が南海を追い出された経緯もあって、監督としての野村を無条件に礼賛することはなく、野村が監督業を終えた後の2011年には、自著で「ヤクルトのときは、たまたま若くて良い選手が入って来て、もともといた選手と歯車が合ったから優勝できた。阪神や楽天では残念なことに、その『たまたま』がやって来なかった」と分析し、ヤクルト時代以降の野村を「富と名声を十分手に入れたにもかかわらず、いまだに自分がどう評価されているかビクビクして、自分を大きく見せるために一喜一憂している」と評している。
野村のことを取材等で語る際に「野村さん」「ノムさん」と呼んでいたが、野村の死後、最近の自身のYouTubeチャンネルや、YouTubeチャンネルにゲスト出演する際に、野村のエピソードを語る際には、敬意やリップサービス、会話を盛り上げる為敢えてわざと「野村」と呼び捨てにしている。
野村自身は、練習嫌いで喧嘩っ早い江本に手を焼かされたという。ある日の試合で、野村のリードの通りに投球して打ち込まれた際に激昂し、降板後にベンチから野村に対して激しく野次を飛ばし続けた。江本の気性を熟知している仲間は誰も声を掛けなかったが、見かねた古葉竹識コーチが「おい、いいかげんやめとけよ」と、静かではあるがドスの効いた口調で叱ったため、荒れ狂っていた江本は恐怖心でようやく我に返ったという。
また野村は、江本と江夏、門田博光の3人を「南海時代の三悪人」と評しているが、この三悪人は「頭のいいヤンチャ坊主選手」という意味で、必ずしも悪い意味では使っていない（なお、鶴岡一人は監督時代に当時現役選手だった野村と広瀬叔功、杉浦忠を「南海の三悪人」と呼んでいた）。野村は自著で「この三悪人に監督として鍛えられたおかげで、他のチームで少々クセのある選手がいても全然平気になったよ。山﨑なんてあの三人に比べたら『フーン』くらいのレベル」と述べている。

### 評論家としてのスタンス
1980年代は、読売ジャイアンツ・阪神タイガース・西武ライオンズのような人気球団や大御所に関して否定的な意見を口にすることが多かった。同時期に三冠王を獲得した落合博満に対しても例外ではなく、落合が中日ドラゴンズの監督に就任後も公然と落合の手腕や態度を否定する発言を繰り返している。江本はさらに、落合が監督を務めていた8年間に「1回しか直接取材していない」と公言したほか、雑誌「EX大衆」2009年9月号などでは理想の監督として森祇晶・原辰徳を挙げ、「巨人が巨大戦力なら中日も巨大戦力」「完全日本一（リーグ優勝して、なおかつ日本一）を三度達成している原監督を評価しないマスコミはおかしい」などと意見を述べている。逆に選手時代は人気の高かった原よりも、日の目が当たらなかった落合を高く評価していた。
江川卓を批判することも多い。江川は江本から見て法政大学野球部の後輩に当たるが、自著の中で江川がもともと2部へ入学し、後に1部の学部に転籍したことを挙げて「法政大学のOBとは認めない」と記すなど批判している。ただし、1981年のシーズン終了後に江川ではなく成績次点だった西本聖が沢村賞を受賞したことに対しては「おかしい」と述べている。

### エピソード
趣味はバロック音楽の鑑賞で、好きな歌手は親友でもある大塚博堂だった。大塚とは知人を介して知り合い、大塚の生前には新宿ロフトで一緒にコンサートをしたこともある。また、大塚のメモリアルイベントにも何度か出演している。
阪神時代に同僚だった古沢憲司とは、江本曰く「妙に気が合っていた。よきライバル。球場を一歩出れば一心同体。食事、クラブ、ゴルフ、麻雀とありとあらゆる行動を共に」しており、古沢は誰からも好かれていたという。
王貞治が現役時代に苦手としていた投手が江本で、通算対戦打率.134と50打席以上の対戦がある投手の中では1位、被本塁打は僅か3本である。ただし、この3本は全て満塁本塁打で、江本が王に対して通常とは異なる攻め方を試した結果、打たれたものだという（自著『おれ、紆球曲球』）。
高橋慶彦の連続試合安打を阻止した投手も江本である（1979年）。高橋は、日本記録を更新したその試合中に負傷、長期離脱へつながっており、復帰戦で対戦した江本は高橋が復帰直後でボールに目が慣れていないと考え、速球で押し通す投球で無安打に抑えたという。なお高橋の発言によれば、高橋の前に連続試合安打（32試合）の記録を持っていた長池徳士の記録を止めたのも江本である。
結果的に下記の発言によって現役引退となったものの30代となっていた阪神時代の頃には思い通りの投球が出来ずに衰えを感じており、「『アホ』という言葉がなくてもその年で引退していた」とも語っている。
60歳頃に糖尿病に、63歳の頃に加齢黄斑変性になったことを後に告白している。2018年にはスキルス胃癌の手術を前年に行い、胃の全摘出をしたことを週刊誌のインタビューで告白している。江本は、後の野村との対談では食べ過ぎが原因だと語っている。
私生活の江本は煙草は吸わず、酒も飲まない。しかし水島新司の漫画『あぶさん』では最初、大酒飲みとして描かれており、それをミナミの飲み屋などで言われたことがあるという。ある時に大阪球場で水島と会った時にそのことを伝えると、以後あぶさんで江本が酒を飲むシーンは無くなった。

### 「ベンチがアホやから野球がでけへん」
江本の現役引退のきっかけになったとされる「ベンチがアホやから野球がでけへん」という発言については、以下のような周囲の証言があり、それらに伴って江本自身の発言にも変遷が見られる。
1981年8月26日の対ヤクルトスワローズ戦（甲子園）に先発登板した江本は、7回まで1失点と好投して試合を作るが、4-1と3点リードで迎えた8回表に、一死から4番・大杉勝男に単打、5番・杉浦亨に二塁打を浴び、続く6番・渡辺進の単打で大杉が生還して4-2と2点差に迫られた。ここで藤江清志投手コーチがマウンドへ向かったが江本は降板せず、7番・八重樫幸雄を三振に打ち取り（この間に渡辺の代走羅本新二が二盗）、二死二・三塁で8番・水谷新太郎を打席に迎えた。9番は投手の西井哲夫なので、水谷と勝負するのか、敬遠して満塁にするのか、あるいは投手を交代するのか、ベンチからの指示を待つため阪神バッテリーと内野陣（藤田平、岡田彰布、掛布雅之、真弓明信）はマウンドに集合したが、中西太監督は何の指示も出さずにベンチ裏へと引っ込んでしまった。そこで江本は仕方なく、笠間雄二捕手に中腰に構えるよう指示し、様子見のため初球は高めに外して阪神ベンチに考える時間を与えようとしたが、その外し球を水谷に狙われて2点適時打を浴び、4-4の同点に追いつかれてしまった。
同点に追いついたヤクルトは西井をそのまま打席に送り、江本は西井を三振に打ち取ってこの回を終えたが、憤懣やるかた無い江本は、マウンドから一塁側のベンチに戻る際にグラブを投げつけるとそのまま球場の2階にあった選手用のロッカールームへと向かい、その途中で怒りに任せて激しく怒鳴り散らした。江本は興奮状態であったため実際に自分が何と叫んだのかは正確には覚えていないといい、この時に江本に付き添っていた猿木忠男チーフトレーナーによれば「クソ! バカ! 何を考えとんねん! このクソベンチ!」と言っていたが、それが翌日のスポーツ新聞各紙では「ベンチがアホやから野球がでけへん」という有名なフレーズに変化したのだと自著で述べている。
サンケイスポーツへの入社3年目に阪神担当記者として上記の発言に接した田所龍一は、産経新聞大阪本社の運動部長に就任した2009年に、同紙の署名記事で一部始終を回顧している。降板直後の江本の発言を取りにベンチ裏へ向かったところ、通路からロッカールームへ向かって田所の視界から消えたところで江本が「アホやから」と大声で叫んだという。その発言を田所から報告されたサンケイを含む各紙のキャップ記者たちは、発言をそのまま活字にすれば「エースによる公然の首脳陣批判」という大事に発展してしまい、単なる江本の愚痴や独り言では済まなくなってしまうので、江本へ囲み取材を行って発言の真意を質したところ、江本は発言を「公式のもの」として認めた、という経緯を明かした。また、江本が阪神を退団した翌日に、田所が江本の自宅を訪れたところ「アホやのう。お前がまだ通路の入口で立っとると思ったから、わざと聞こえるように言うたんや。お前のせいで辞めたんやない。気にするな」と慰められたことも紹介した。
フリーアナウンサーとして当時『サンテレビボックス席』で阪神戦中継の実況を担当していた西澤暲も、担当を離れた後の2014年に著した「阪神戦・実況32年。」（講談社）で、江本の発言前後の状況に触れている。西澤は試合の当日に、翌日に控えていた実況向けの取材を兼ねながら、甲子園球場の放送ブースで観戦していた。ところが、マウンドを降りた後の江本の様子にただならぬ気配を感じたことから、ロッカールームに向かう階段の踊り場で待機。やがて、江本がスポーツ紙の阪神担当記者と共に姿を現すと、顔なじみのよしみで「エモ、お疲れさん」と声を掛けた。西澤によれば、この直後に江本が「ベンチがアホやから、やってられませんわ」と言い放ったため、「若い記者のいる前でそんなことを言っちゃダメだ」と言いつつ、2人だけでやり取りを続けたという。
江本自身の発言を見ると、引退直後の1982年に刊行した「プロ野球を10倍楽しく見る方法」では、「ベンチがアホやから野球がでけへん」という発言は自らの発言ではないと明確に否定していた。その後も複数の著書において「そういうセリフは言っていない」 と否定したり、「人に言わせると…」と間接的に否定 していた。
しかし、上記の田所と西澤の証言が出た後の2014年には自らの発言であることを認め、その背景を以下のように述べている。
当時監督だった中西太とは、1979年キャンプでの練習中、打撃コーチだった中西が狭いスペースで練習を始めさせ、打球が別の練習をしていた選手を直撃した事件があり、江本は「選手会長だから中西さんに文句を言った。それだけならまだ良かったんですが、のらりくらりとした中西さんの態度に腹が立ち、熱くなってタバコまで投げつけてしまった。以来、犬猿の仲でした。そんな中西さんが翌年から監督になったものだから、シーズン中、先発だリリーフだとめちゃくちゃな起用されてきた。そんな伏線があった上で迎えたのが8月26日のヤクルト戦でした。あの発言は積もり積もった恨みに対するものだったんです。議員をやったり、指導者をやったりして、自分も人に何かを伝える側に立った時、ふと中西さんの気持ちが分かるようになったんです。人間は立場によって言いたくないことも言わなければならない。私のように生意気な選手には、中西さんは厳しく接するしかなかった。そうしなければ監督としての威厳が保てなくなり、チームは機能しなくなっていたでしょう。」と述べている。また、『しくじり先生』（テレビ朝日）の2017年4月30日放送分へ出演した際 には、田所や西澤の名は伏せながらも、ベンチからロッカールームに向かう階段の2段目で吐いた「（中西は）何を考えとるんや?アホか!」という独り言を居合わせた記者に聞かれたことを明かしている。
江本が降板後に阪神ベンチの方向へグラブを投げた瞬間をベンチ側から映したモノクロの報道写真は、現在でもこのエピソードを紹介する際に、「（江本が暴言を吐く）決定的瞬間が見られる唯一の証拠資料」として引用されている。江本によれば、ベンチへ投げ付けるつもりだったグラブがベンチ前のフェンスに当たってグラウンドへ跳ね返ったため、改めて一塁側の内野スタンドにグラブを投げたという。このグラブをスタンドで受け取った観客が後日、水島新司（南海時代の江本・野村・江夏などが実名で登場する野球漫画『あぶさん』の作者）へグラブを見せたところ、水島はグラブに江本の似顔絵を描いた。さらに、上記の観客がこのグラブを『開運!なんでも鑑定団』（テレビ東京）へ持ち込んだところ、スタジオゲストとして出演していた江本の目の前で、「60万円の価値がある」という鑑定結果が示された。

## 詳細情報

### 年度別投手成績
| 年 度      | 球 団      | 登 板 | 先 発 | 完 投 | 完 封 | 無 四 球 | 勝 利 | 敗 戦 | セ 丨 ブ | ホ 丨 ル ド | 勝 率 | 打 者 | 投 球 回 | 被 安 打 | 被 本 塁 打 | 与 四 球 | 敬 遠 | 与 死 球 | 奪 三 振 | 暴 投 | ボ 丨 ク | 失 点 | 自 責 点 | 防 御 率 | W H I P |
| ---------- | ---------- | ----- | ----- | ----- | ----- | -------- | ----- | ----- | -------- | ----------- | ----- | ----- | -------- | -------- | ----------- | -------- | ----- | -------- | -------- | ----- | -------- | ----- | -------- | -------- | ------- |
| 1971       | 東映       | 26    | 4     | 0     | 0     | 0        | 0     | 4     | --       | --          | .000  | 267   | 60.2     | 61       | 4           | 35       | 1     | 0        | 29       | 5     | 0        | 34    | 34       | 5.04     | 1.58    |
| 1972       | 南海       | 38    | 32    | 14    | 1     | 0        | 16    | 13    | --       | --          | .552  | 1014  | 237.1    | 205      | 15          | 118      | 4     | 9        | 115      | 7     | 0        | 95    | 80       | 3.03     | 1.36    |
| 1973       | 南海       | 34    | 30    | 12    | 5     | 0        | 12    | 14    | --       | --          | .462  | 889   | 217.1    | 167      | 17          | 85       | 2     | 11       | 95       | 5     | 10       | 75    | 66       | 2.73     | 1.16    |
| 1974       | 南海       | 34    | 33    | 9     | 0     | 0        | 13    | 12    | 0        | --          | .520  | 921   | 216.2    | 185      | 19          | 111      | 1     | 14       | 116      | 5     | 3        | 94    | 76       | 3.16     | 1.37    |
| 1975       | 南海       | 31    | 27    | 13    | 3     | 0        | 11    | 14    | 0        | --          | .440  | 878   | 207.0    | 185      | 18          | 78       | 0     | 5        | 109      | 3     | 0        | 94    | 68       | 2.96     | 1.22    |
| 1976       | 阪神       | 38    | 36    | 8     | 2     | 2        | 15    | 9     | 0        | --          | .625  | 1009  | 239.2    | 239      | 27          | 66       | 1     | 9        | 115      | 4     | 3        | 107   | 100      | 3.76     | 1.27    |
| 1977       | 阪神       | 36    | 33    | 10    | 3     | 0        | 11    | 14    | 1        | --          | .440  | 952   | 223.2    | 202      | 21          | 92       | 1     | 11       | 129      | 4     | 2        | 98    | 92       | 3.70     | 1.31    |
| 1978       | 阪神       | 56    | 10    | 2     | 0     | 0        | 11    | 13    | 11       | --          | .458  | 644   | 150.2    | 124      | 16          | 70       | 5     | 9        | 103      | 9     | 2        | 63    | 52       | 3.11     | 1.29    |
| 1979       | 阪神       | 47    | 24    | 5     | 3     | 0        | 12    | 12    | 6        | --          | .500  | 784   | 178.2    | 181      | 21          | 67       | 4     | 16       | 141      | 5     | 2        | 93    | 87       | 4.38     | 1.39    |
| 1980       | 阪神       | 31    | 26    | 4     | 0     | 0        | 8     | 15    | 0        | --          | .348  | 704   | 160.0    | 168      | 28          | 64       | 6     | 9        | 108      | 5     | 2        | 93    | 85       | 4.78     | 1.45    |
| 1981       | 阪神       | 24    | 12    | 1     | 0     | 0        | 4     | 6     | 1        | --          | .400  | 377   | 87.0     | 77       | 11          | 36       | 8     | 4        | 70       | 1     | 0        | 39    | 34       | 3.52     | 1.30    |
| 通算：11年 | 通算：11年 | 395   | 267   | 78    | 17    | 2        | 113   | 126   | 19       | --          | .473  | 8439  | 1978.2   | 1794     | 197         | 822      | 33    | 97       | 1130     | 53    | 24       | 885   | 774      | 3.52     | 1.32    |

- 各年度の太字はリーグ最高、赤太字はNPB記録

### 記録
初記録
- 初登板：1971年4月11日、対西鉄ライオンズ3回戦（平和台野球場）、4回裏1死に2番手として救援登板、2/3回2失点
- 初奪三振：1971年4月14日、対近鉄バファローズ2回戦（後楽園球場）、7回表に安井智規から
- 初先発：1971年6月5日、対阪急ブレーブス9回戦（後楽園球場）、2安打1四球3失点で敗戦投手
- 初完投：1972年4月9日、対阪急ブレーブス2回戦（阪急西宮球場）、12回1/3を1失点で敗戦投手
- 初勝利・初完投勝利：1972年4月16日、対ロッテオリオンズ1回戦（大阪スタヂアム）、9回3失点
- 初完封勝利：1972年6月2日、対近鉄バファローズ8回戦（日生球場）
- 初セーブ：1977年7月18日、対ヤクルトスワローズ19回戦（明治神宮野球場）、8回裏に2番手として救援登板・完了、2回無失点

節目の記録
- 1000投球回：1976年5月26日、対中日ドラゴンズ7回戦（阪神甲子園球場）、6回表2死目に達成
- 1500投球回：1978年7月28日、対読売ジャイアンツ15回戦（阪神甲子園球場）、9回表2死目に達成
- 100勝：1979年9月18日、対広島東洋カープ22回戦（阪神甲子園球場）、9回2失点完投勝利　※史上75人目
- 1000奪三振：1980年6月8日、対広島東洋カープ7回戦（阪神甲子園球場）、5回表に衣笠祥雄から　※史上59人目

その他の記録
- オールスターゲーム出場：4回 （1974年、1976年、1977年、1979年）

### 背番号
- 49（1971年）
- 16（1972年 - 1975年）
- 29（1976年 - 1981年）

背番号の変遷について、江本は「東映時代は四苦八苦（49）、南海に行って色男（16）、阪神では憎い奴（29）」とコメントしている。

## 著作

### 単著
- 『プロ野球を10倍楽しく見る方法』シリーズ（映画化もされた）
  - 『プロ野球を10倍楽しく見る方法：抱腹絶倒!』（ベストセラーズ、1982年5月）ISBN 4584004676
  - 『プロ野球を20倍楽しく見る方法：痛快無類!』（ベストセラーズ、1982年9月）ISBN 4584004773
  - 『帰ってきたプロ野球を10倍楽しく見る方法：もっと抱腹!さらに絶倒!』（ベストセラーズ、1988年6月）ISBN 4584006687
  - 『プロ野球を10倍楽しく見る方法：2002年版』（日本文芸社）
  - 『プロ野球を10倍楽しく見る方法：2006年版』（日本文芸社、2005年11月）ISBN 4537253304
- 『おれ、紆球曲球』（日之出出版、1982年8月、ISBN 4891980273／ワニ文庫、1985年6月、ISBN 4584300615）
- 『「プロ野球」仁義なき大戦争 ストーブリーグ乱闘編』（ベストセラーズ、1983年2月、ISBN 4584004943）
- 『女性に捧げるプロ野球 エモやんより愛をこめて』ワニの本 ベストセラーシリーズ　1983
- 『江本孟紀と12人の美女打線 男のマウンド〈対談集〉』中央公論社 1984
- 『これはヘンだぞプロ野球 エモやんの〈いちゃもん解説〉』ワニの本 ベストセラーシリーズ　1984
- 『謀略にはまった選手たち : 今だからバラす〈プロ野球〉』ベストセラーズ,ワニの本　1984
- 『エモやんのああ言えば交遊録 今だからホンネ プロ野球の珍友・悪友・奇友たち』ベストセラーズ　ワニの本 1985
- 『プロ野球バカが勝負すりゃバカをみる』ワニの本 1985
- 『よってたかって、みんな悪かった エモやんのザンゲ録 ごめんなさい阪神さん』ワニの本 1985
- 『江本孟紀のプロ野球ウオッチング のけぞりシュート、球界直撃!!』（共同通信社、1986年4月）ISBN 476410184X）
- 『エモやんの今年もファンは騙される プロ野球、選手たちは知らん顔』ワニの本 1986
- 『今年は変わるぞプロ野球 : 気分すっきり 選手もファンも初体験!』〈Kadokawa books〉、角川書店、1986年4月25日。
- 『ひまつぶしに読む大胆な意見』青人社、1986年3月5日。
- 『プロ野球がわかれば日本が見えてくる エモやんのサラリーマンに捧げる「自分主義宣言」』（現代書林、1987年）
- 『プロ野球夢球場 : 江本孟紀の球界大改造プラン』〈Sankei books〉、サンケイ出版、1987年3月10日。
- 『帰ってきたプロ野球を10倍楽しく見る方法 もっと抱腹!さらに絶倒!』ワニの本、1988
- 『ゴルフ好きをさらに10倍中毒症状にする本』ケイブンシャブックス　1988
- 『その気にさせる星野監督術 ミラクル野球が10倍わかる本』ニッポン放送出版　1988
- 『巨人野球を面白くする本 これで巨人は優勝できる!!』実業之日本社　実日新書　1989
- 『超B級!ドーム場外放夢乱 体感編 女たちのbox seat』TIS,パパラブックス　1989
- 『プロ野球天国・地獄のウラ勝負! ストーブリーグ情報局』ケイブンシャブックス　1989
- 『プロ野球はチキンライスだッ!? 平成元年』ケイブンシャブックス　1989
- 『’90プロ野球ウソ八百!!』ケイブンシャブックス　1990
- 『プロ野球裏があるから面白い 野球ファンにおくる抱腹絶倒エピソード集』学習研究社　1990
- 『ミッドナイト・ベースボール 球界モデル小説』勁文社　1990
- 『エモやんの巨人軍再建大計画』アイペックプレス 1991
- 『エモやんのプロ野球ちょっといえないここだけの話』アイペックプレス　1991
- 『エモやんのプロ野球非常事態宣言』アイペックプレス　1991
- 『大胆不敵のがんばれ!ジャイアンツ!! 最悪阪神の再建案付き』ケイブンシャブックス　1991
- 『プロ野球大反省大予想』ケイブンシャブックス　1991
- 『主役・脇役・役立たず』ケイブンシャブックス　1992
- 『プロ野球選手 わが思い出の波瀾の野球人生』実業之日本社 仕事-発見シリーズ 1992
- 『赤じゅうたんのコリない紳士録』集英社、1993年8月25日。
- 『長嶋×野村のデスマッチ!! ’93プロ野球は監督勝負!』ケイブンシャブックス　1993
- 『長嶋vs王、爆笑大バトル 勃発!プロ野球最終戦争 エモやんだけが知っている二人の真実』ベストセラーズ　ワニの本 1995
- 『神さま仏さま長嶋さま 巨人軍を100倍楽しむ法』光文社　1996
- 『誰もわかっちゃいない! 江本孟紀の超論プロ野球』芸神出版社　1996
- 『野村監督部下が育つ「将の器」』二見書房　1996　『野村マジック・阪神再生の秘策』フタミ文庫
- 『野球がベースボールを超える日!? 日本vs大リーグ徹底比較』勁文社 1996
- 『生命エネルギーの秘密 江本孟紀が体験した究極のパワー』経済界 1998
- 『プロ野球勝てる監督・使える選手』三笠書房 1998
- 『野村監督知将の思考』（東方出版、1999年）
- 『野村阪神vs.長嶋巨人 エモやんの僕だけが知っている!!』（ぶんか社、1999年）
- 『ベースボールはひとつの小石から エモやんの痛快!プロ野球原論』（学習研究社、2000年）
- 『総理大臣長嶋茂雄：明るい破壊者だけが日本を救う』（飛鳥新社、2001年）
- 『ダメ虎を猛虎に復活させる方法：阪神タイガース再生計画虎の巻』（ビジネス社、2001年）
- 『星野式「悪」の処世術』（飛鳥新社、2002年）
- 『痛快!阪神優勝を120%楽しむ本』（日本実業出版社、2003年）
- 『読売巨人軍をダメにした「ジャイアンツバカ」』＜講談社+α文庫＞（講談社、2003年）
- 『逆プライド 自分に負けない意地を持て!』（ダイヤモンド社、2004年）
- 『プロ野球をダメにする致命的構造 それでも、変革の芽は出ている』（PHP研究所、2006年）
- 『職業としてのプロ野球解説者』＜サンガ新書＞（サンガ、2007年）
- 『日本のプロ野球を作った男たち!』（たちばな出版、2007年）
- 『野村克也解体新書：ノムさんは本当にスゴイのか?』（無双舎、2011年7月）ISBN 4864084742
- 『プロ野球経営が破綻するこれだけの理由』（産経新聞出版、2011年）
- 『「アホ」がプロ野球を滅ぼす』＜ロング新書＞（KKロングセラーズ、2012年）
- 『星野仙一にみる名将の条件』＜双葉新書＞（双葉社、2014年4月）ISBN 978-4575154368
- 『実は大したことない大リーグ』＜双葉新書＞（双葉社、2014年11月）
- 『野球バカは死なず』＜文春新書1167＞（文藝春秋、2018年）
- 『僕しか知らない星野仙一』（カンゼン、2018年）
- 『高校野球が10倍おもしろくなる本』（青志社、2019年）
- 『人生9回裏の戦い方』（竹書房、2019年）
- 『監督原辰徳研究』（徳間書店、2020年）

### 共著
- （野村克也）『超一流 プロ野球大論』（徳間書店、2020年）
- （里崎智也）
  - 『野球の正論』（徳間書店、2019年）
  - 『野球の超正論』（徳間書店、2020年）

### 編著・監修
- 『プロ野球戦国志 1999年版』責任編集（イースト・プレス、1999年）
- 『男涙のプロ野球 感動秘話100本ノック』監修（宝島社、2004年）
- 『マンガ日本政治入門』画：荒木俊明（あおば出版、2006年）

## 関連情報

### 野球以外での表彰
- 日本メガネベストドレッサー賞 （スポーツ界部門：1989年）

### ゲーム監修
- 『エモやんの10倍プロ野球 セリーグ編』（ファミリーコンピュータ用ソフト、ヘクト、1989年12月19日）

## 出演

### レギュラー
- エモやんのああ言えば交友録（TBS）
- enjoy! Baseball（フジテレビ）
- SWALLOWS BASEBALL L!VE（フジテレビONE）
- ニッポン放送ショウアップナイター（ニッポン放送）
- プロ野球ニュース（フジテレビ系地上波時代に出演、2016年からCS版にも出演する）

### 映画・ドラマ
- エクスタミネーター (ゴールデン洋画劇場) - ロバート・ギンティの吹替え、フジテレビ）
- 土曜ワイド劇場 ・京舞妓殺人事件・恐怖の浮気出張（1980年、テレビ朝日）
- 田中丸家御一同様（1982年2月5日 - 5月21日、日本テレビ） - 栗本高夫
- おにいちゃん（1982年、TBS）- 主演は竹脇無我
- 木曜ゴールデンドラマ・愛に堕ちた女（1982年7月29日、日本テレビ）主演は大谷直子
- 細雪 (1983年の映画) - 東谷（吉永小百合の婚約者役）、吉永が細川俊之、小坂一也を断った挙げくに最後に決める華族の役。監督にセリフは苦手と申し出たこともあり、複数出演シーンがあるが、口を開いた瞬間にカメラが窓の外へ引くなどの演出でセリフは全くない。
- 明石貫平35才 主演は西田敏行、並河研三役。並河勇役（西城秀樹）の兄として出演。（1983年4月30日 - 7月23日、日本テレビ）
- ゴジラ（1984年） - 喜多川（東都日報デスク）[1]
- 悪魔がしのびよる（1984年10月11日 - 11月8日、テレビ朝日）- 主演は小川知子
- ヴァージン・ロード（1984年11月17日、フジテレビ）- 主演は岸本加世子
- 月曜ドラマランド ビートたけしのこにくらじいさん（1984年12月10日、フジテレビ）
- クセになりそな女たち（1987年4月9日 - 7月2日、フジテレビ） - 高倉
- ガキ大将がやってきた（1987年4月14日 - 9月22日、TBS）
- 銀河テレビ小説・おとんぼ（1987年）主演は母親役のミヤコ蝶々と4兄弟の末っ子役の村上弘明で江本は次男の役
- ニュータウン仮分署（1988年1月10日 - 4月3日、テレビ朝日） - 生島勝夫警部補
- 翔べひよっ子（1989年、NHK）
- いさなのうみ（1997年） - 組合員
- 火曜ドラマゴールド　バカラ 疑惑のIT株長者に賭けた女（2006年10月31日、日本テレビ）- 主演は渡部篤郎

### 準レギュラー、不定期出演番組
- スポルたん!LIVE（仙台放送）- 東北楽天ゴールデンイーグルス戦解説

### 過去の出演番組
報道・情報番組
| 期間                             | 期間                              | 番組名                                       | 役職                                          |
| -------------------------------- | --------------------------------- | -------------------------------------------- | --------------------------------------------- |
| 1980年4月                        | 1982年4月                         | サムシングNOW（TBS）                         | 司会                                          |
| 1984年10月4日                    | 1985年3月29日                     | FNNスーパータイム（フジテレビ）              | 木・金曜日スポーツキャスター                  |
| 1985年4月1日                     | 1986年3月24日                     | 11PM（日本テレビ）                           | 月曜日担当司会                                |
| 1988年10月16日                   | 1990年3月25日                     | なんてったって好奇心（フジテレビ）           | 司会                                          |
| 1994年10月3日                    | 1995年3月31日                     | TVクルーズ となりのパパイヤ（フジテレビ）    | コメンテーター                                |
| 1999年10月                       | 2021年3月                         | ちちんぷいぷい（毎日放送）                   | 『ぷいぷいパネリスト』での不定期出演          |
| 2003年7月13日                    | 2015年3月29日                     | たかじんのそこまで言って委員会（読売テレビ） | ゲストコメンテーター                          |
| 2004年10月                       | 2005年3月                         | （特）情報とってもインサイト（TBS）          | 不定期出演                                    |
| 2006年10月7日                    | 2007年9月29日                     | ハッケン!!（フジテレビ）                     | コーナーキャスター                            |
| 2007年10月6日                    | 2008年6月28日                     | ハッケン!!（フジテレビ）                     | パネラー担当                                  |
| 2010年4月2日 および 2015年4月3日 | 2011年3月25日 および 2016年4月1日 | すぽると!（フジテレビ）                      | 金曜日野球解説コメンテーター                  |
| 2011年4月2日                     | 2015年3月28日                     | ニュース&すぽると!（フジテレビ）             | 『すぽると!』パートでの野球解説コメンテーター |

バラエティ・ラジオ番組
- 私は名探偵・完全犯罪をつぶせ!（テレビ東京）
- エモやんのああ言えば交遊録（TBS）1983年1月 -
- 歌うゴールデンタイム（日本テレビ）司会
- しゃれっぽクラブ（TBS）1985年11月 - 1986年3月、司会
- プロ野球珍プレー・好プレー大賞（フジテレビ）
- エモやんちえみのズバッとど真ん中（ニッポン放送）
- そこまでいうか! 江本孟紀の熱血!正義の60分（ニッポン放送）
- くにまるジャパン 極（文化放送）

### 舞台
- くたばれヤンキース（1985年12月7日 - 22日） - 主演、ジョー・ハーディ

### CM出演
- 玉露園 こんぶ茶（1985年）
- KIRIN・トマトジュース
- 味覚糖 「純露」
- 東京田辺製薬（現：田辺三菱製薬）
- サクラカラー（現：コニカミノルタ。渡辺典子と共演）
- 武富士（イメージキャラクター）
- ツムラ（放送当時は津村順天堂）「ニューバスクリン」
- リクルート「住宅情報」（関西地区のみ）
- ホンダ・スカイ（大竹しのぶと共演）
- マルコー
- 日産自動車・リベルタビラ

## ディスコグラフィー
- アカシヤの面影　c/w めぐり逢い（1975年）
- あぶさん（台詞・水島新司）c/w 暖炉（1975年）
- 恋する御堂筋（1979年）入江マチ子とデュエット
- 霜降り橋まで（1980年）
- アカシヤの面影　c/w 恋する御堂筋（1982年）
- あなたまかせの夜（1983年）
- 素敵なジェラシー（1987年、アルバム）